# Isan (etnia)
Os Isan (em tailandês:  คน อีสาน, ; LBTR: Khon Isan; pronúncia em tailandês: [Kon iːsǎːn]; em laociano:  ຄົນ ອີ ສານ) ou tailandeses do nordeste são um grupo etno-regional a região homônima do nordeste da Tailândia, com uma estimativa de população de cerca de 22 milhões. Como os tailandeses e os laocianos, pertencem à família linguística dos povos Tai.
Num sentido mais amplo, todos os naturais das 20 províncias do nordeste da Tailândia podem ser chamados de Khon isan. Em sentido mais restrito, o termo refere-se apenas às pessoas de origem étnica laociana que compõem a maioria da população na maior parte da região. Após a separação do Isan do Laos, a sua integração no Estado-nação tailandês e política do governo central " Taificação", eles desenvolveram uma identidade regional que difere tanto dos laocianos do Laos quanto dos Tais da área central da Tailândia. Termos alternativos para este grupo são T(h)ai Isan, Thai-Lao, Lao Isan, ou Isan Lao .
Quase todos os habitantes do nordeste da Tailândia são cidadãos tailandeses. No entanto, a maioria deles (aproximadamente 80%) são etnicamente laocianos e falam uma variante da língua laociana quando estão em casa (os dialetos laocianos falados no nordeste da Tailândia estão resumidos a linguagem Isan). Pelo menos no rosto de estranhos, a maioria deles evitam a identificação como "Lao" e preferem chamar-se Khon isan.